# Trzebosz

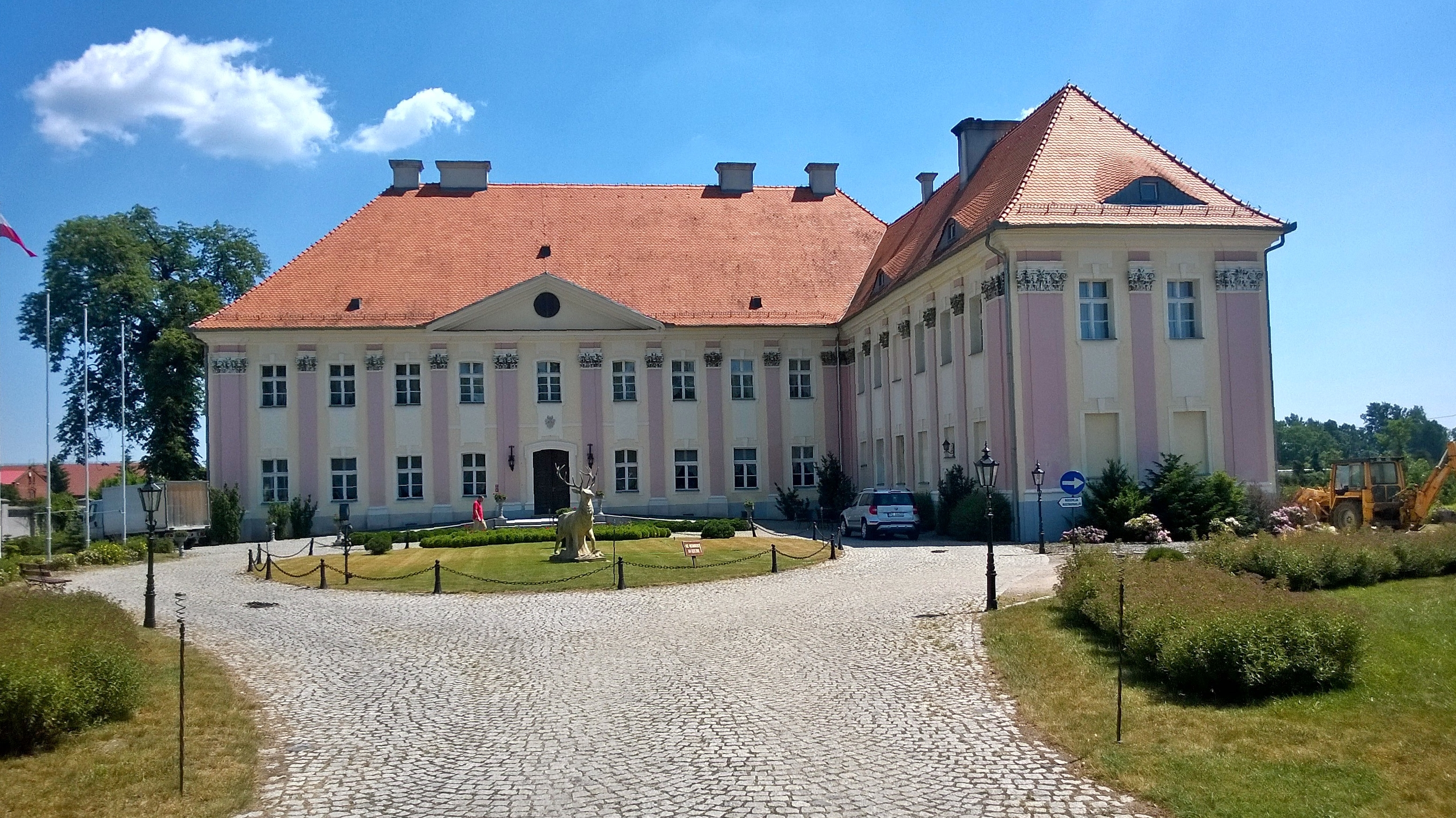
Schloss Triebusch

Trzebosz (deutsch Triebusch) ist ein Ort im Powiat Rawicki der Woiwodschaft Großpolen.

## Geschichte
Im Jahre 1406 wird nach deutschem Recht das Dorf Triebusch gegründet. Nach Eroberung im Ersten Schlesischen Krieg kam Triebusch als Teil des ehemaligen Fürstentums Wohlau, einem der schlesischen Teilfürstentümer, an Brandenburg-Preußen. Aus den alten schlesischen Weichbildern Raudten, Steinau und Wohlau formte die preußische Verwaltung 1741 die Kreise Steinau-Raudten und Wohlau, zu welch letzterem Triebsch kam.
Bei der Kreisreform vom 1. Januar 1818 wechselte Triebusch, wie viele weitere Ortschaften des Kreises, zum Kreis Guhrau.
Im Besitz des Rittergutes Triebusch waren unter anderem die Familie Bothmer um 1700 bis 1766 sowie der preußische Staatsminister Friedrich Christoph von Görne (1734–1817) von 1776 bis 1779. Dann kam der Ort an Karl Sylvius von Königsdorff von 1780 bis 1821 und seine Erben. 1863 kaufte Graf Otto Gustav Alexander von der Schulenburg das Rittergut Triebusch und überließ es seiner Ehefrau Metta geb. Freiin von Eckardstein aus dem Hause Prötzel. Nach ihrem Tod 1885 ging das Gut an ihren Schwiegersohn Günther Reichsgraf Finck von Finckenstein, bisheriger Fideikommissherr in Reitwein, Kreis Lebus, über.
Zum 8. November 1919 wurde die Provinz Schlesien in die Provinzen Nieder- und Oberschlesien aufgeteilt. Triebusch kam, wie der ganze Kreis Guhrau, an erstere. Mit Inkrafttreten des Friedens von Versailles fielen am 10. Januar 1920 die Landgemeinden Gabel, Katschkau, Roniken und Triebusch sowie die Gutsbezirke Gabel, Roniken und Triebusch vom Kreis Guhrau ans wiederbegründete Polen, Woiwodschaft Posen. Damit wechselte auch die evangelische Kirchengemeinde am Ort von der altpreußischen Kirchenprovinz Schlesien zur Kirchenprovinz Posen, die sich dann 1921 als Unierte Evangelische Kirche in Polen rekonstituierte.

## Persönlichkeiten
- Heinrich Wiese (* um 1850), deutscher Geistlicher, königlicher Kreisschulinspektor und evangelischer Pfarrer in Triebusch (1881–1890)